# Жанаконис (Аральський район)
Жанакони́с (каз. Жаңақоныс) — село у складі Аральського району Кизилординської області Казахстану. Входить до складу Каратеренського сільського округу.
У радянські часи село називалось Каратерен.
Населення — 1428 осіб (2021; 601 у 2009, 533 у 1999, 366 у 1989).